# Sinop Futebol Clube
Sinop Futebol Clube é um clube brasileiro de futebol da cidade de Sinop, Mato Grosso. Sua maior revelação foi Rogério Ceni e o maior ídolo é Marcelinho Boiadeiro. Atualmente disputa a segunda divisão do Campeonato Mato-Grossense e possui 3 títulos estaduais.
Campeão da Copa do Mundo de 2002 com a Seleção Brasileira, e campeão pelo São Paulo da Copa Libertadores de 2005, e do Mundial de Clubes da FIFA de 2005, Rogério Ceni iniciou sua carreira no Sinop Futebol Clube no ano de 1987 e ficou por lá até o ano de 1990, quando foi contratado pelo clube paulista, chegando ainda para as categorias de base, e no ano de 1992, mais especificamente no dia 20 de agosto pela primeira vez Ceni foi relacionado para um jogo pelo Tricolor do Morumbi.

## História
O Sinop Futebol Clube nasce em uma época em que nenhum time do interior tinha conquistado um título à nível estadual. E fez questão de mudar esse cenário, entrando para a história com sua primeira conquista em 1990, no campeonato mato-grossense.
Tempos depois, o time ainda conquistou outros dois títulos estaduais, um em 1998 e outro em 1999. Também obteve o mérito de consagrar-se vice-campeão estadual durante três anos seguidos, em 2016, 2017 e 2018, com o técnico Marcos Birigui no comando.
Uma das curiosidades mais marcantes do Galo do Norte é que ele foi responsável por revelar o goleiro Rogério Ceni. Ceni iniciou sua carreira no Sinop em 1987 e ficou até 1990, quando foi contratado para jogar no São Paulo Futebol Clube.
Inclusive, em 1990, Rogério era o terceiro goleiro no início da partida do campeonato, mas assumiu a titularidade e acabou contribuindo para o primeiro título do time.
Campeão da Copa do Mundo de 2002 com a Seleção Brasileira e pelo clube paulista na Copa Libertadores de 2005, assim como do Mundial de Clubes da FIFA no mesmo ano, Rogério Ceni é muito querido pelos sinopenses, tanto por sua fama nacional e internacional no esporte quanto por ter atuado durante muitos anos no Sinop FC.
Quando falamos de ícones do futebol de Sinop, é impossível não lembrar do nome de Marcelo Boiadeiro. Marcelo teve uma atuação espetacular como jogador no Sinop Futebol Clube, tendo ajudado o time a se tornar bicampeão mato-grossense em 1988 e 1999.
Com as vitórias, o camisa 10 chegou a jogar a Copa do Brasil pelo Galo do Norte duas vezes, em uma partida contra o São Paulo e em outra contra o Santos.
Antes de se juntar ao Sinop, Marcelinho, como era chamado pelos torcedores apaixonados, ainda foi campeão catarinense pelo Figueirense, quando tinha apenas 17 anos de idade.[carece de fontes?]
Em 2021 o Sinop foi rebaixado para a segunda divisão estadual.

## Rivalidades
O Sinop possui três rivalidades estaduais: o Sorriso, time com o qual disputa o Clássico do Nortão;, o Luverdense, que naquele momento era o maior clássico da região norte de Mato Grosso e por fim, o Sport Sinop, fundado em abril de 2021, teve seu primeiro Derby Sinopense em 2024, com a vitória alviceleste por 2 a 0 
Com pelo menos 28 jogos disputados, foram 12 vitórias do Luverdense, 7 vitórias do Sinop e 9 empates. O Verdão do Norte marcou 30 gols contra 16 gols do Galo do Norte.
A maior goleada aconteceu em 2014, quando o Luverdense ganhou com o placar de 4 a 0. Já a maior vitória do Sinop contra o time foi de 3 a 1, em 2004.

## Estádio Gigante do Norte (Massami Uriu)
Massmi Uriu por ter sido uma pessoa envolvida com o esporte de Sinop, e um dos fundadores do Sinop Futebol Clube, ex-técnico do próprio time e das seleções de futsal de Sinop, que na década de 80 tiveram destaque nacional, recebeu a homenagem póstuma com o nome oficial do estádio.
Em 1988, aconteceu o primeiro jogo profissional do estádio  “Madeirão”, antigo nome do Gigante do Norte, que recebeu este nome em 1994, quando passou a ter a atual estrutura.
O Gigante do Norte já sediou sete finais de Campeonato Mato-grossense, das quais três delas o Sinop sagrou-se campeão. A partida que registrou o maior público no estádio foi realizada no dia 27 de abril de 2000, entre o Sinop e São Paulo Futebol Clube. O jogo, válido pela terceira rodada da Copa do Brasil, marcou o reencontro do goleiro Rogério Ceni com o time que o revelou para o futebol. O clube paulista venceu por 4 a 0, para um público aproximado de 15 mil pessoas.
No saguão de entrada do estádio, Rogério Ceni possui uma galeria com parte do arquivo pessoal, como chuteiras, camisa da Seleção Brasileira, camisas usadas em conquistas de títulos pelo São Paulo, entre outros objetos. O intuito da galeria é possibilitar aos torcedores que por ali passam conhecerem melhor a carreira do jogador, campeão estadual pelo Sinop Futebol Clube em 1990.
Capacidade: 13 mil pessoas

## Títulos
| ESTADUAIS | ESTADUAIS                              | ESTADUAIS | ESTADUAIS         |
|           | Competição                             | Títulos   | Temporadas        |
| --------- | -------------------------------------- | --------- | ----------------- |
|           | Campeonato Mato-Grossense              | 3         | 1990, 1998 e 1999 |
|           | Campeonato Mato-Grossense - 2ª Divisão | 2         | 1988 e 2012       |

## Estatísticas

### Participações
|  | Participações em 2024 |

| Competição  | Competição                | Temporadas | Melhor campanha                | Anos                                       | P | R |
| Mato Grosso | Campeonato Mato-Grossense | 25         | Campeão (1990, 1998 e 1999)    | 1989-1991, 1994-2001, 2007-2011, 2013-2021 |   | 2 |
| Mato Grosso | 2ª Divisão                | 6          | Campeão (1988 e 2012)          | 1988, 2011-2012, 2022-2024                 | 2 |   |
|             | Copa Verde                | 3          | Oitavas-de-final (2019 e 2020) | 2019-2021                                  |   |   |
| Brasil      | Série D                   | 5          | 23º colocado (2018)            | 2016-2020                                  | – |   |
| Brasil      | Copa do Brasil            | 5          | 3ª Fase (2000)                 | 1999-2000, 2017-2019                       |   |   |

## Artilheiros
Jogadores que mais marcaram com a camisa do Sinop no Campeonato Mato-Grossense.

## Ranking da CBF
Ranking da CBF de 2019:
- Posição: 89º
- Pontuação: 787 pontos[24]

Ranking criado pela Confederação Brasileira de Futebol para pontuar todos os clubes do Brasil.